# Максим Горький (джамоат Калинин)
Максим Горький (тадж. Максим Горкий) — село в районе Джалолиддин Балхи Хатлонской области Республики Таджикистан. Входит в состав джамоата (сельской общины) им. Калинина района Джалолиддин Балхи.
Находится на расстоянии 15 км от райцентра (пгт. Балх), и меньше 1 км до центра общины (с. Дехконобод).
Население — 2985 чел. (2017).